# Pseudostixis flavomarmoratus
Pseudostixis flavomarmoratus là một loài bọ cánh cứng trong họ Cerambycidae.